# Rafael Urdaneta
Rafael José Remigio Urdaneta y Faría (24 de outubro de 1788 - 23 de agosto de 1845) foi um militar, herói, estrategista e político venezuelano. Foi o presidente da Grã-Colômbia entre 1830 e 1831. Urdaneta, foi muitas vezes referido como "El Brillante" ("O Brilhante") na historiografia venezuelana.
Urdaneta é considerado um dos heróis da Independência da Venezuela, chamado o "mais leal de todos os leais a Simón Bolívar". Exerceu a presidência de fato da Grã-Colômbia entre 4 de setembro de 1830 e 2 de maio de 1831, assumindo o poder em nome de Bolívar, após a crise que levou à dissolução da Grã-Colômbia no que hoje são Colômbia, Venezuela e Equador. Cercado por partidários de Joaquín Mosquera (a quem Urdaneta derrubou) e Bolívar morto, Urdaneta foi forçado a renunciar.
Importantes políticos e militares da Venezuela se destacam entre seus descendentes, e o ramo da família colombiana que chegou à presidência em 1951 com Roberto Urdaneta descende de seu primo, o militar uruguaio Francisco Urdaneta. Atualmente Urdaneta é considerado um símbolo do estado de Zúlia, onde possui vários monumentos em sua homenagem. Em 2015, o dia 24 de outubro foi decretado como feriado nacional na Venezuela para comemorá-lo. A base aérea do Grupo de Operaciones Especiales Nº 15, de Maracaibo, leva o seu nome.
O General Urdeneta morreu em Paris, na França, em 23 de agosto de 1845, no exercício das suas funções diplomáticas para a Colômbia, devido a complicações de pedras nos rins.

## Biografia

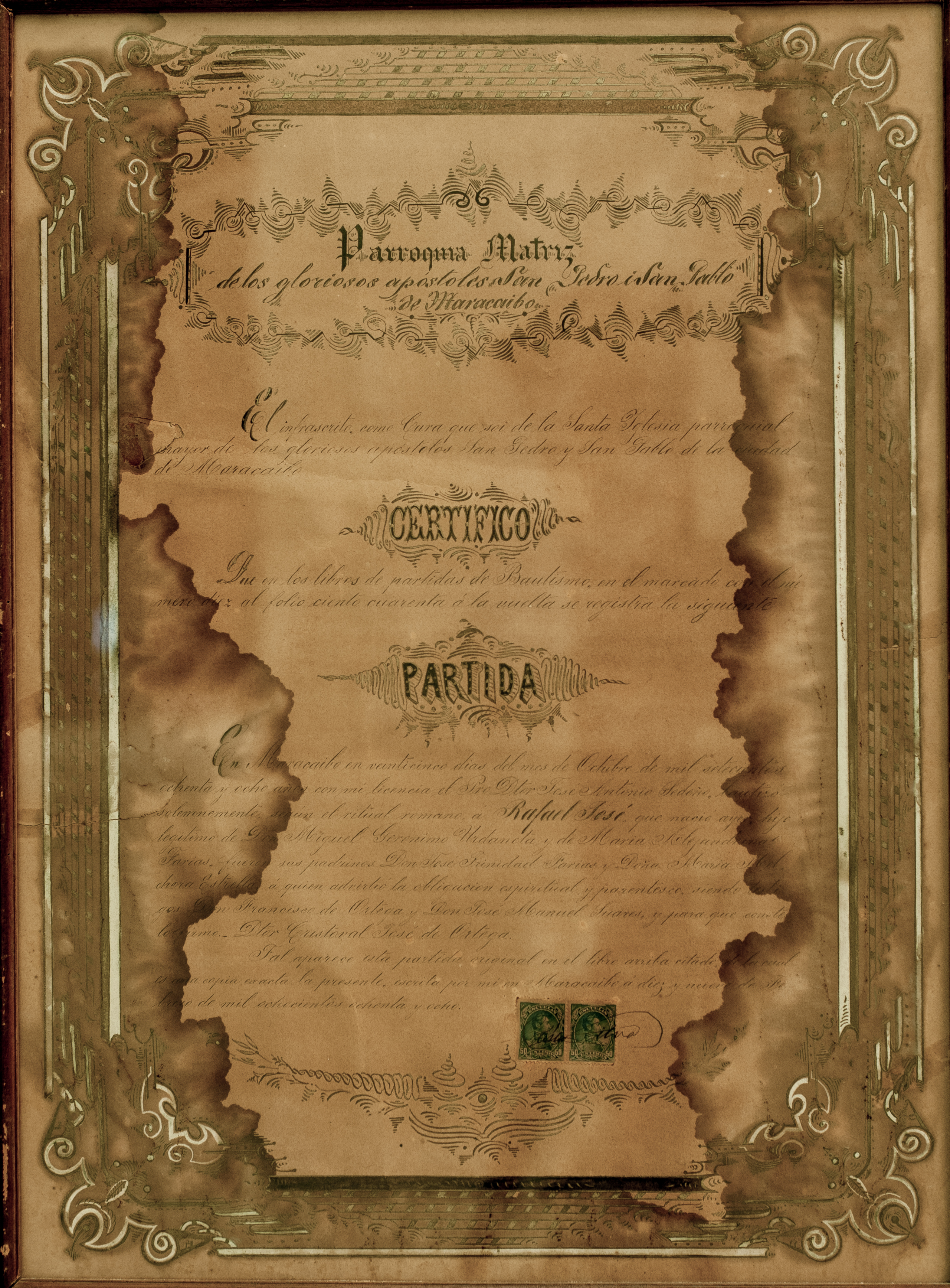
Certificado de batismo do General Urdaneta.

### Vida pregressa
Rafael Urdaneta nasceu em Nuestra Señora de la Concepción del Naranjo (atual La Cañada de Urdaneta, Zúlia), Capitania-Geral da Venezuela, em 24 de outubro de 1788, em uma casa privilegiada de ascendência espanhola.
Ele estudou suas primeiras letras em sua cidade natal; depois ingressou no Seminário de Caracas, onde estudou latim. Retornou à sua cidade de origem em 1799, onde estudou filosofia no convento franciscano. A fim de ampliar sua formação intelectual, emigrou para Bogotá em 1804, chamado por seu tio Martín de Urdaneta y Troconis, que ocupou o cargo de contador-chefe do Tribunal de Contas da Real Audiência de Santafé de Bogotá.
Em Bogotá estudou no Colégio de San Bartolomé e foi nomeado terceiro oficial da Corte, responsável pelos pagamentos às tropas do Vice-Reino de Nova Granada. Lá ele também ganhou experiência na gestão de pessoal militar. Por seu desempenho recebeu felicitações da Junta do Tesouro Real do Vice-Reino de Nova Granada.

## Família

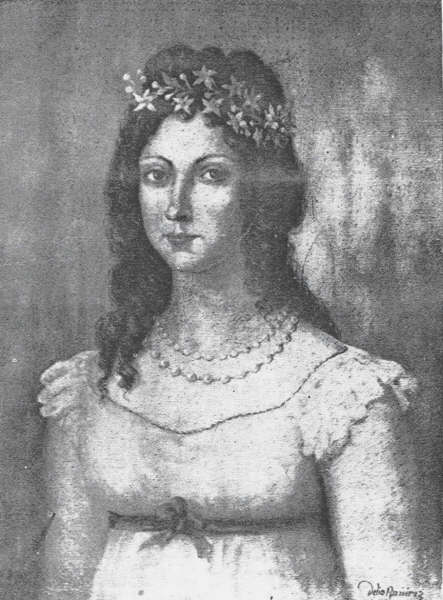
Dolores Vargas París, esposa do General Urdaneta.

O General Urdaneta era filho de descendentes de espanhóis Miguel Jerónimo de Urdaneta Barrenechea y Tronconis e sua esposa María Alejandra de Farías Jiménez-Cedeño de Cisneros. O casal Urdaneta Farías também teve outros filhos: Paula Antonia, María de los Dolores, María Josefa Juliana Patricia , José Miguel, José Vicente, Juan Evangelista e José Manuel de la Encarnación Urdaneta Farías; e 5 outras crianças.
Seu pai também era pai de filhos extraconjugais, que eram: María Paula, José Antonio, José María e Antonio María Urdaneta Fernádez. A família Barrenechea, da qual ascendeu o pai de Rafael, tornou-se poderosa décadas depois, deixando vários membros ilustres como José María Lombana e sua sobrinha María Michelsen Lombana, mãe e esposa de dois importantes políticos da família López.
O general Urdaneta casou-se na Catedral de Bogotá em 31 de agosto de 1822 com Dolores Vargas Paris, heroína da independência de Nova Granada, filha do mártir Ignacio de Vargas Tavera e sobrinha dos heróis José Ignacio Paris Ricaurte, Manuel Paris Ricaurte, Mariano Paris Ricaurte, Antonio Paris Ricaurte e Joaquin Paris Ricaurte.
Os filhos deste casamento foram Rafael Guillermo, Luciano, Octaviano, Amenodoro, Adolfo, Rosa Margarita, Dolores, Susana, Eleazar, Nephtalí e Rodolfo Urdaneta Vargas. Seus filhos mais velhos foram importantes políticos e soldados na Venezuelaː Rafael foi um soldado proeminente, Luciano, um arquiteto; e Amenodoro, um escritor clássico da literatura venezuelana.
A integridade moral de Urdaneta chegou a tal ponto que quando ele morreu, apesar de, como ele mesmo disse, ter deixado como seu testamento uma viúva e onze filhos na maior miséria; pediu a um dos filhos que o acompanhava que devolvesse à Fazenda Pública as ajudas de custo que não teria de utilizar caso morresse antes de concluir a viagem. O filho mais velho, Rafael Guillermo Urdaneta, também falhou nas forças armadas e na política; tombando como candidato presidencial designado em 1862 em uma escaramuça da "guerra federal".

## Trajetória militar

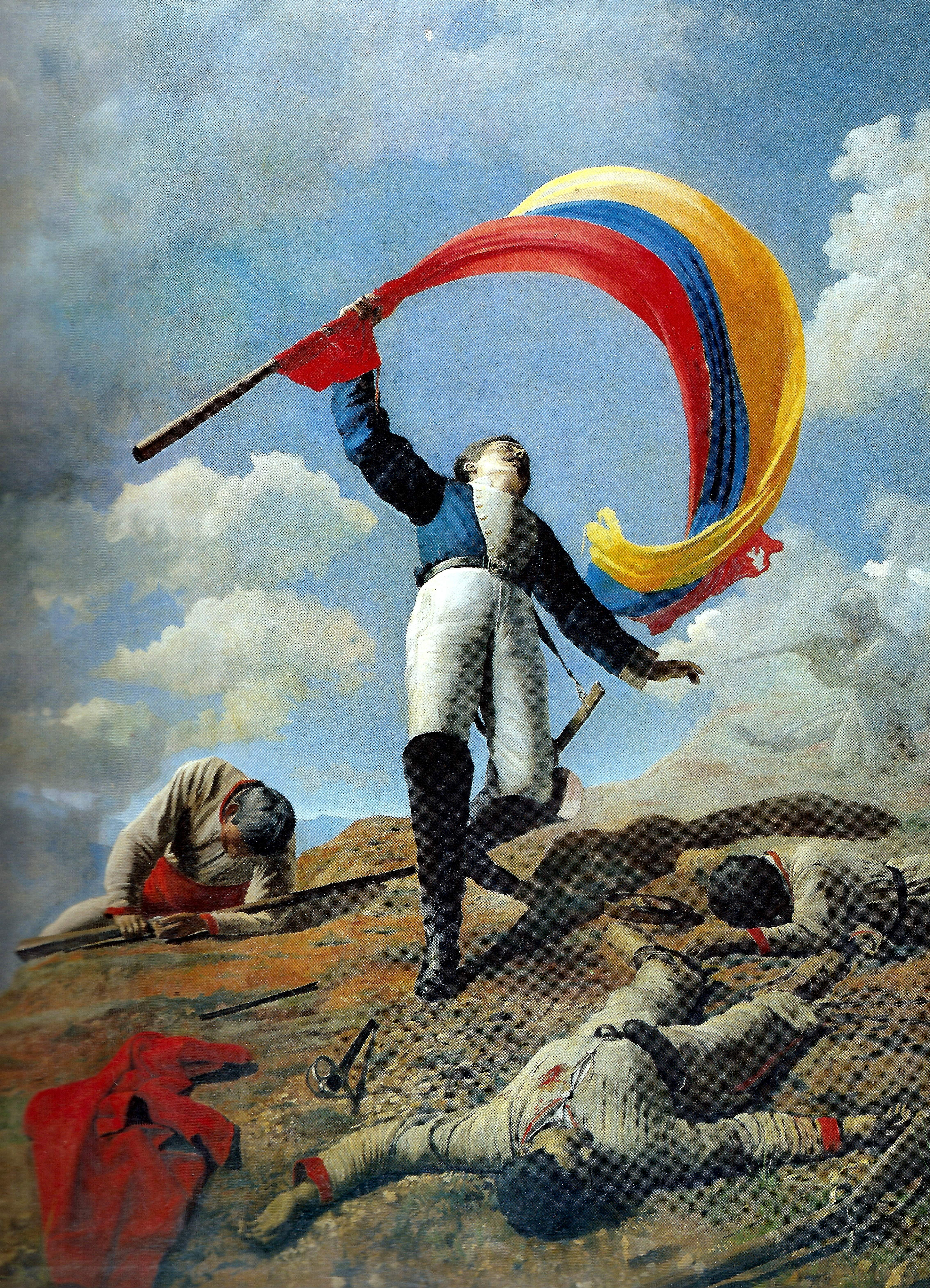
"A Morte de Girardot em Bárbula", óleo sobre tela de Cristóbal Rojas, 1883. Urdaneta e Giradot comandaram as forças neo-granadinas contra o Marechal-de-Campo Domingo de Monteverde na Batalha de Bárbula.

Em 20 de julho de 1810, Urdaneta aderiu ao movimento revolucionário que eclodiu em Bogotá e, três dias depois, integrou as fileiras do batalhão de Voluntários da Guarda Nacional criado pela Junta Suprema de Santafé. Em 1º de novembro de 1810, foi criado o primeiro batalhão de Nova Granada, no qual Urdaneta se juntou com o posto de tenente. Outros notáveis protagonistas da guerra de independência, como Atanasio Girardot, Francisco de Paula Santander, Antonio Ricaurte e José D'Elhuyar, também iniciaram sua carreira militar naquele batalhão.
Ao participar da campanha do sul contra Pasto, ele foi promovido a capitão em 28 de março de 1811 por sua atuação na Batalha do Baixo Palacé (Bajo Palacé; curso inferior do pequeno rio Palacé, cerca de 15km ao norte de Popayán, departamento de Cauca). Apenas seis meses depois, ele já era major do 3º batalhão e, em novembro de 1812, era tenente-coronel. Em maio de 1812 foi signatário do Ato de Sogamoso, no qual foi acordado um tratado entre os centralistas de Bogotá sob Antonio Nariño e o Congresso federalista de Tunja para evitar a guerra civil. Ele foi então ativo como oficial nas lutas entre centralistas e federalistas. Em janeiro de 1813 foi feito prisioneiro durante as batalhas finais de Bogotá.

### Campanha Admirável
Apenas alguns meses depois, no final de abril, ele foi colocado sob o comando de Simón Bolívar pelo Congresso em Tunja junto com outros prisioneiros de guerra federais, que acabava de preparar sua Campaña Admirável (Campaña Admirable). Bolívar havia sido exilado do território venezuelano após o colapso da primeira república que ele havia estabelecido em 1811, mas em 1813 ele estava lutando contra os monarquistas na região de Nova Granada. A Campanha Admirável de Bolívar para recuperar a Venezuela provou ser um palco para Urdaneta, e a partir desse momento, ele foi protagonista de inúmeras ações militares notáveis. Distinguiu-se sob o comando do Coronel José Félix Ribas em 2 de julho de 1813, na Batalha de Niquitão, e foi decisivo para a vitória patriota na Batalha de Taguanes, sob Simón Bolívar, contra as forças monarquistas do Coronel Julián Izquierdo em 31 de julho; incluindo a perseguição subsequente.
Neste último contexto, destacou-se no cerco aos espanhóis, o que lhe valeu um elogio de Bolívar perante o Congresso da União de Nova Granada. No relatório ao Congresso da União em Tunja, Bolívar qualificou Urdaneta como "digno de recomendação e credor de todas as considerações do governo pela coragem e inteligência com que se distinguiu na ação". Três semanas depois, ele se destacou junto com Atanasio Giradot na captura da fortaleza de Las Vigias com partes de Puerto Cabello, e na Batalha de Bárbula em 30 de setembro para frustrar a tentativa de fuga dos espanhóis sob o comando do Capitão-de-Fragata Domingo de Monteverde, que havia recebido reforços da Espanha na forma do Regimiento de Granada sob o comando do Capitão Miguel Salomón. Essas ações lhe renderam a promoção a coronel. Durante a batalha pela fazenda Bárbula, Atanasio Girardot morreu com um tiro de fuzil ao colocar a bandeira no alto da montanha que haviam conquistado, enquanto dizia a Urdaneta: "Olhe, companheiro, como fogem esses covardes".
Nos seis meses seguintes, Urdaneta lutou contra o general José Ceballos, que avançava de Coro, e defendeu com sucesso Valência por dias contra os espanhóis, que eram 13 vezes superiores, até que o alívio veio. Bolívar o havia comandado resistir até a morte na defesa da importante cidade do extremo oeste da região central, enquanto ele mesmo enfrentava o ataque de José Tomás Boves em San Mateo. Mais cedo, em março, ele teve que desistir de San Carlos após um cerco de cinco dias. Após a derrota devastadora na Segunda Batalha de La Puerta (não muito ao norte de Calabozo) em 15 de junho de 1814 (que finalmente anunciou o fim da Segunda República),ele reuniu os remanescentes do exército republicano no oeste da Venezuela e, nos meses que se seguiram, passou pelas tropas de Sebastian de la Calzada nos Andes de Mérida e por Casanare na Cordilheira Oriental colombiana, onde Francisco de Paula Santander e Gregor MacGregor acabavam de derrotar guerrilheiros venezuelanos leais ao rei. Aqui ele encontrou Bolívar, que havia fugido do leste da Venezuela, e colocou suas tropas à sua disposição para a pacificação final dos centralistas em Bogotá em dezembro de 1814. Para esta operação, a União de Nova Granada o nomeou general de divisão.
Esta última foi anterior à Batalha de Carabobo, na qual não pôde participar por ordem de Bolívar, dado o grau de esgotamento de suas tropas. No entanto, pelos serviços prestados, Bolívar pediu sua promoção a general-em-chefe.

### Ações em Nova Granada
Em Tunja, o presidente da União, Camilo Torres Tenório, deu apoio a Urdaneta e suas tropas para continuar a luta na Venezuela, mas o Congresso das Províncias Unidas primeiro encarregou Bolívar de submeter Manuel de Bernardo Álvarez, que governava a província de Cundinamarca, que não fazia parte da federação. Urdaneta serviu com Bolívar, que tomou Santa Fé em 12 de dezembro de 1814; Com este triunfo consolidou a União de Granada. Por sua atuação em Nova Granada, Urdaneta foi promovido a general de divisão em 5 de janeiro de 1815, quando tinha apenas 26 anos.
Em outubro de 1815, o brigadeiro monarquista Sebastián de la Calzada, no comando de 1.600 soldados de infantaria da quinta divisão, marchou de Guasdualito, Venezuela, para Nova Granada com a tarefa de sitiar Santa Fé de Bogotá, em apoio à operação realizada pelo chefe das forças expedicionárias de Pablo Morillo contra Cartagena das Índias. Urdaneta e Joaquín Paris Ricaurte tentaram impedir a ofensiva monarquista através das planícies de Casanare e da Cordilheira dos Andes.

Urdaneta, comandando cerca de 1.000 soldados de infantaria, sofreu um sério revés na Batalha de Bálaga em 25 de novembro de 1815. O encontro ocorreu no rio Chitagá, cuja passagem Urdaneta imediatamente tentou impedir, mas devido ao baixo nível do rio, tal ação foi impossível e os dois lados entraram em combate. A batalha começou às cinco da manhã e terminou às quatro e meia da tarde com uma derrota esmagadora para Urdaneta, que mal conseguiu escapar com cerca de 200 homens para Cácota de Velasco. Devido à perda desta batalha, Urdaneta foi dispensado e substituído por Custódio García Rovira e levado a Conselho de Guerra para justificar suas ações em frente ao Congresso de Nova Granada, mas foi absolvido no início de 1816. O General Pablo Morillo aplicou o "Regime de Terror" que começou em Cartagena das Índias e executou todos os líderes patrióticos em quem ele pôde colocar as mãos. Sebastián de la Calzada entrou em Santa Fé de Bogotá com Morillo em 6 de maio de 1816.

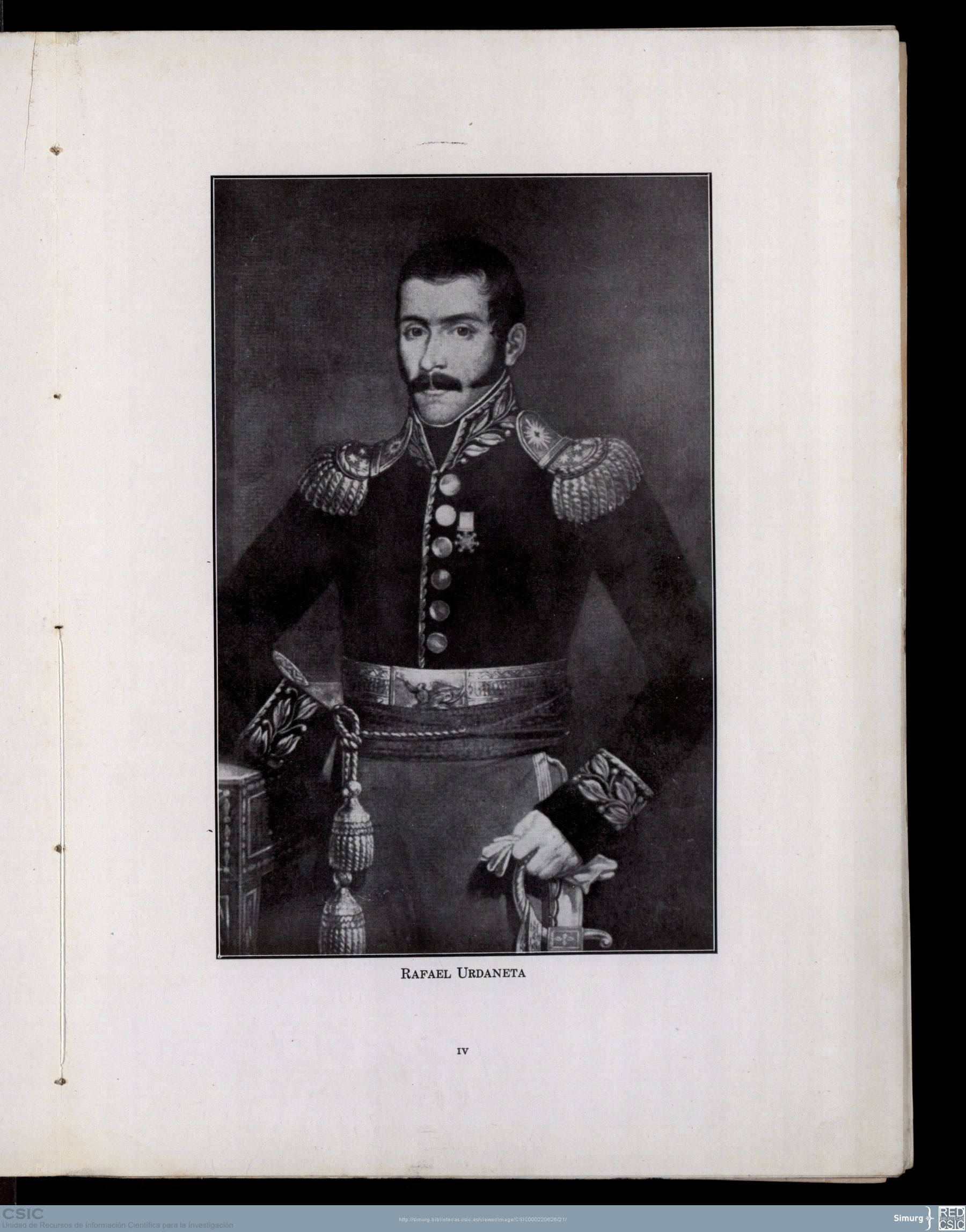
Retrato do jovem Urdaneta.

Inicialmente, o General Morillo aplica uma política de indultos que suspende depois de ficar chocado ao receber a notícia da traição de Arismendi, governador da ilha de Margarita, e a quem ele havia perdoado da sentença de morte, e que, no entanto, se rebelou em sua partida, também passando à faca para toda a guarnição espanhola. Em retaliação, Morillo criou três tribunais militares:
- O Conselho de Purificação, perante o qual aqueles que estavam comprometidos com a revolução, mas não cometeram crimes de sangue, tiveram que se apresentar. Medidas mais benignas foram aplicadas a eles, embora pudessem incluir o exílio ou o serviço nas tropas do rei.
- A Junta de Sequestro, encarregada de recolher bens para a manutenção do exército, através de contribuições ou sentenças.
- O Conselho Permanente de Guerra que se destinava a julgar patriotas que cometeram crimes de sangue.

Após sua derrota de Chitága contra as tropas de la Calzada e Miguel de la Torre (cerca de 45km a leste de Bucaramanga) e a queda de Bogotá, Urdaneta deslocou-se junto a José Antonio Paez nos Llanos de Apure e Casanare para se juntar aos remanescentes dos patriotas de Nova Granada e Venezuela. Ele estava sob Paez em ações como em El Yagual 8-11 de Outubro de 1816 e Achaguas em junho e setembro de 1816. Após sérias divergências com Paez, das quais um general e um coronel foram vítimas, ele foi com seus soldados para os Andes venezuelanos, onde foi derrotado e abriu caminho para o leste.

### O mais leal de Bolívar
Rafael Urdaneta foi um dos mais fortes apoiadores de Simón Bolívar, sendo apontado como o seu mais leal comandante. Na primavera de 1817, Urdaneta conheceu Juan Bautista Arismendi, que servia sob o comando de Santiago Mariño, em Barcelona, e foi ao estado-maior. Sem se deixar abater pelos jogos de poder entre Mariño e Bolívar, que chegaram em agosto com uma segunda expedição de socorro do Haiti, Urdaneta continuou seu trabalho. Ele esteve no Congresso de Cariaco no início de maio, mas, como vários outros, não participou do enfraquecimento da autoridade de Bolívar por Mariño. Urdaneta acompanhou Bolívar em suas campanhas contra Cumaná, Guiana e Angostura no segundo semestre de 1817. Ele era o juiz presidente do tribunal militar contra o General Manuel Piar, que Bolívar havia executado como exemplo de insubordinação continuada em suas próprias fileiras. Urdaneta aprovou o veredicto em nome de Bolívar, mas, como outros envolvidos no julgamento, pediu em vão que Piar pudesse viver como civil.
Não foi até a fase final da campanha central de Bolívar em 1818 que Urdaneta entrou em combate novamente, e sofreu um ferimento de bala na Batalha no Rio Semén (fluxo na ravina de La Puerta em 16 de março de 1818). Como parte do planejamento da campanha de Nova Granada em 1819, ele não apenas amarrou importantes forças espanholas no leste da Venezuela através de suas aventuras na ilha de Margarita, mas também conquistou a colina de Barcelona em 17 de julho de 1819 com seu exército, o qual fora reforçado por mercenários europeus. A cidade caiu no mesmo dia; a ação é relatada na biografia do mercenário alemão Johann von Uslar. Segundo o Coronel von Uslar, em 4 de abril de 1819, ele chegou a Juan Griego na ilha de Margarita ao largo da costa venezuelana e estava com um destacamento de 150 fuzileiros hanoverianos sob o comando do General Rafael Urdaneta. Foi somente porque o destacamento de fuzileiros alemães ficaram do lado de Urdaneta quando os mercenários britânicos saquearam a cidade que ele conseguiu restaurar a disciplina entre as tropas. Em 5 de agosto, os republicanos assumiram posições de artilharia em Cumaná, mas sem conseguirem atingir seu objetivo de conquistar a cidade. Mesmo assim, a campanha de Urdaneta em Cumaná teve que ser abandonada apesar de ter uma posição de artilharia porque os espanhóis eram muito superiores.

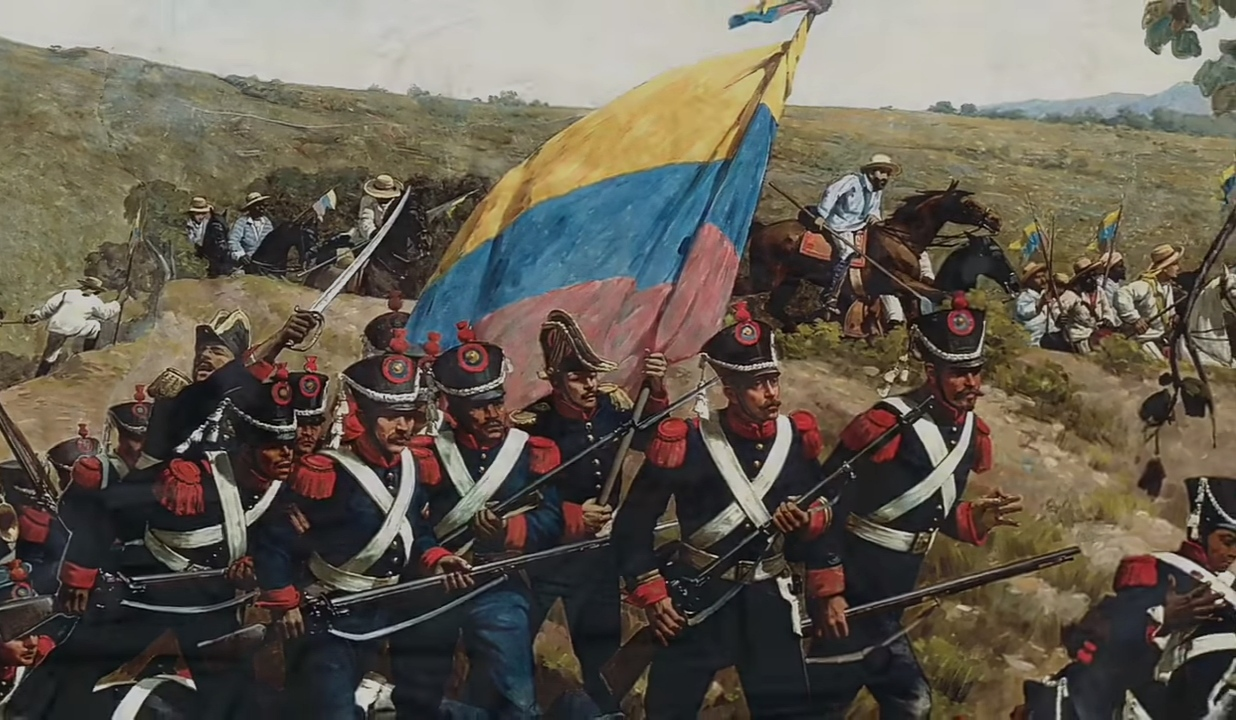
Detalhe do quadro "A Batalha de Carabobo", de Martín Tovar y Tovar em 1887.

Ao mesmo tempo, Simón Bolívar foi bem-sucedido na Batalha de Boyacá (7 de agosto de 1819), e apontou Urdaneta comandante-geral da guarda de honra em Bogotá depois que o titular, José Antonio Anzoátegui, morreu de derrame. Como deputado no Congresso Constituinte de Angostura em dezembro de 1819 e janeiro de 1820, Rafael Urdaneta adquiriu experiência política. Mais tarde, ele estava ocupado se preparando para a conquista de sua cidade natal, Maracaibo, no noroeste da Colômbia. Também negociou o Tratado de Santa Ana, assinado por Bolívar e Pablo Morillo em 26 de novembro de 1820, na delegação separatista com os espanhóis. Em janeiro de 1821, com a ajuda de patriotas locais, Urdaneta quebrou arbitrariamente o armistício e ocupou Maracaibo, ação que Bolívar deixou impune e até defendeu contra o General Miguel de la Torre no local de negociação de Cúcuta. Urdaneta então marchou pela Merída Andes até San Carlos para fornecer suas tropas a Bolívar para a 2ª Batalha de Carabobo em 24 de junho. Embora ele próprio tenha ficado em Carota devido a uma doença, Bolívar o nomeou comandante-geral do Exército Grã-Colombiano em julho e deu-lhe o comando das províncias ocidentais da Venezuela.
Em 1822, em Bogotá, assumiu o comando supremo do Exército Grã-Colombiano, foi senador de Maracaibo no Congresso da Grã-Colômbia e presidiu a comissão de repatriação de bens expropriados. No final de 1823, foi eleito Presidente do Congresso Grã-Colombiano por um ano. Ele então foi para Maracaibo como governador de sua província natal de Zulia. No Cosiata, uma revolta separatista em Valência em janeiro de 1826, Urdaneta se opôs aos esforços secessionistas de José Antonio Paez e foi leal a Bolívar e à Grã-Colômbia.
Depois de renunciar ao governo de Zulia em 1827, foi renomeado Comandante-em-Chefe do Exército Grã-Colombiano. Após suas sentenças de morte como juiz dos assassinos de Bolívar de 25 de setembro de 1828 (cuja culpa não foi comprovada em todos os casos), foi nomeado Ministro da Guerra. Em 1830, após a abdicação de Bolívar e a revolta contra o presidente Joaquín Mosquera, Urdaneta assumiu temporariamente a presidência por meio ano para trazer Bolívar de volta ao cargo. Como Bolívar antes dele, ele falhou no uso de meios ditatoriais e teve que renunciar.

### Conspiração Setembrina

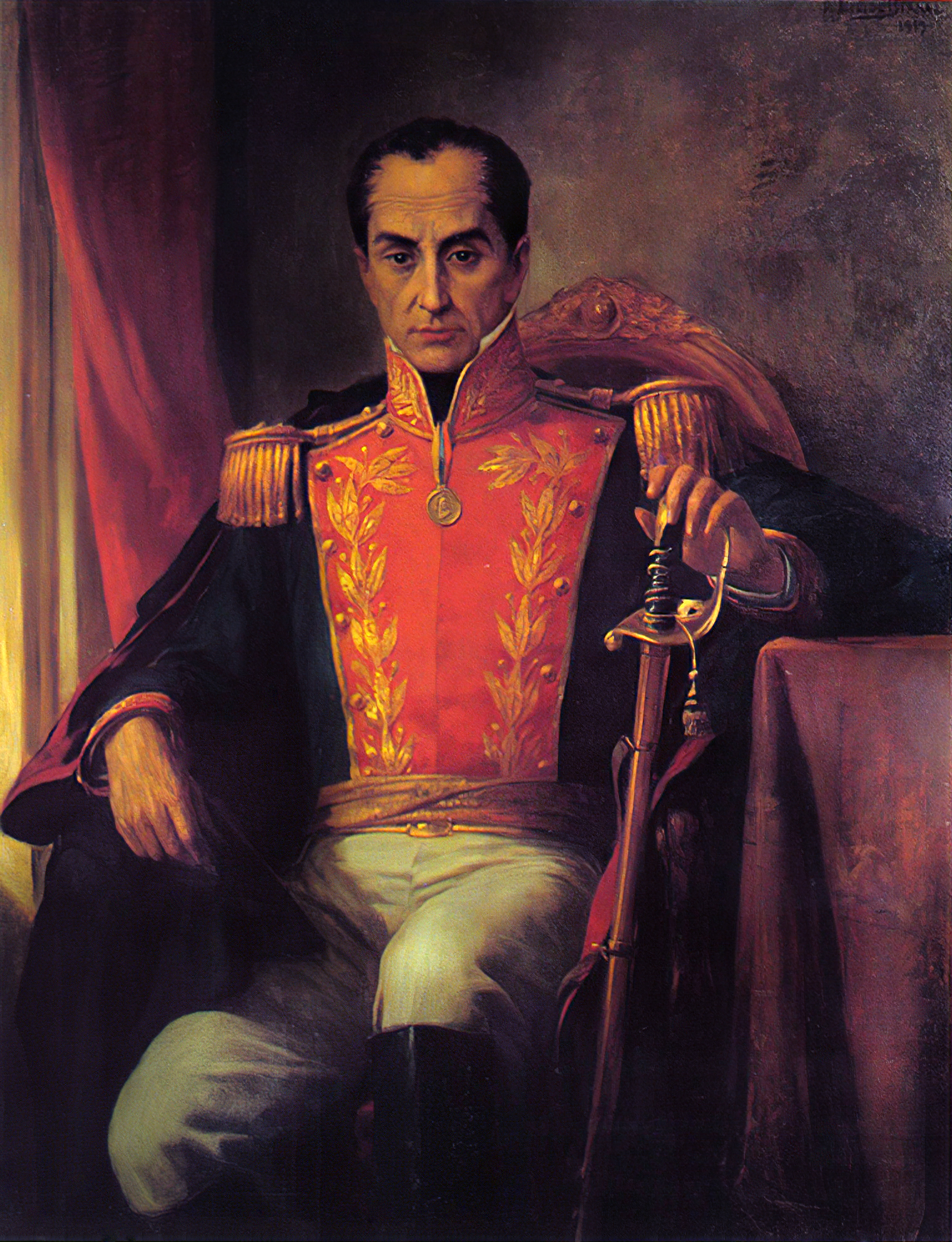
"El Libertador Simón Bolívar", óleo sobre tela de Ricardo Acevedo Bernal.

Após a Batalha de Carabobo em 1821, com a independência da Venezuela e após anos de serviço à causa patriótica, Urdaneta tornou-se um dos amigos e colaboradores mais próximos de Bolívar. Mais tarde quis acompanhar o exército libertador nas Campanhas do Sul, mas Bolívar considerou que sua presença era mais importante na Colômbia e por isso permaneceu lá. Em 1824 foi nomeado prefeito de Zulia.
Em 1828, Urdaneta, então Ministro da Guerra e presidindo o Gabinete, foi encarregado de julgar os supostos traidores por trás da Conspiração de Setembro, pela qual foi feita uma tentativa de assassinar Bolívar, então presidente da Grã-Colômbia. Convencido sem qualquer dúvida de que Francisco de Paula Santander era o principal conspirador, Urdaneta, juntamente com a maioria dos ministros do Gabinete, condenou-o à morte. Bolívar temia pela estabilidade da união entre Nova Granada e Venezuela, então ele forçou Santander ao exílio vitalício. No entanto, conflitos como este, além do assassinato de António José de Sucre em 1830, levaram ao colapso da Grã-Colômbia e; portanto, a união pela qual Bolívar havia se sacrificado tanto para manter desde que a independência foi alcançada.
Em 1828 ocupou o Ministério da Guerra, mas em 29 de setembro de 1828, por ordem de Bolívar, o General Urdaneta foi nomeado como o único juiz do tribunal julgando a conspiração, e este revisou todos os casos omissos e as sentenças que não foram cumpridas por Bolívar; afirmando que "não queria absolvições", Urdaneta agiu sumariamente com o apoio de Tomás Barriga e limitou-se a assinar sentenças sem qualquer julgamento, apenas foram apresentadas audiências em casos excepcionais, o que fez com que menores de idade e até personagens como Francisco de Paula Santander ou José Prudencio Padilla, apesar das provas serem inconclusivas, fossem condenados à morte para satisfazer Bolívar. No entanto, Santander era uma figura muito influente na sociedade e a sua pena de morte foi comutada em exílio vitalício em 10 de novembro de 1828, por recomendação do Conselho de Ministros, apenas sete dias após a condenação promulgada por Urdaneta.
Em 5 de setembro de 1830, Urdaneta proclamou-se ditador, afirmando que o fazia em nome de Bolívar até retornar ao cargo de governante, assumindo a presidência ao derrubar Joaquín Mosquera, tornando-se ditador.

## Presidência

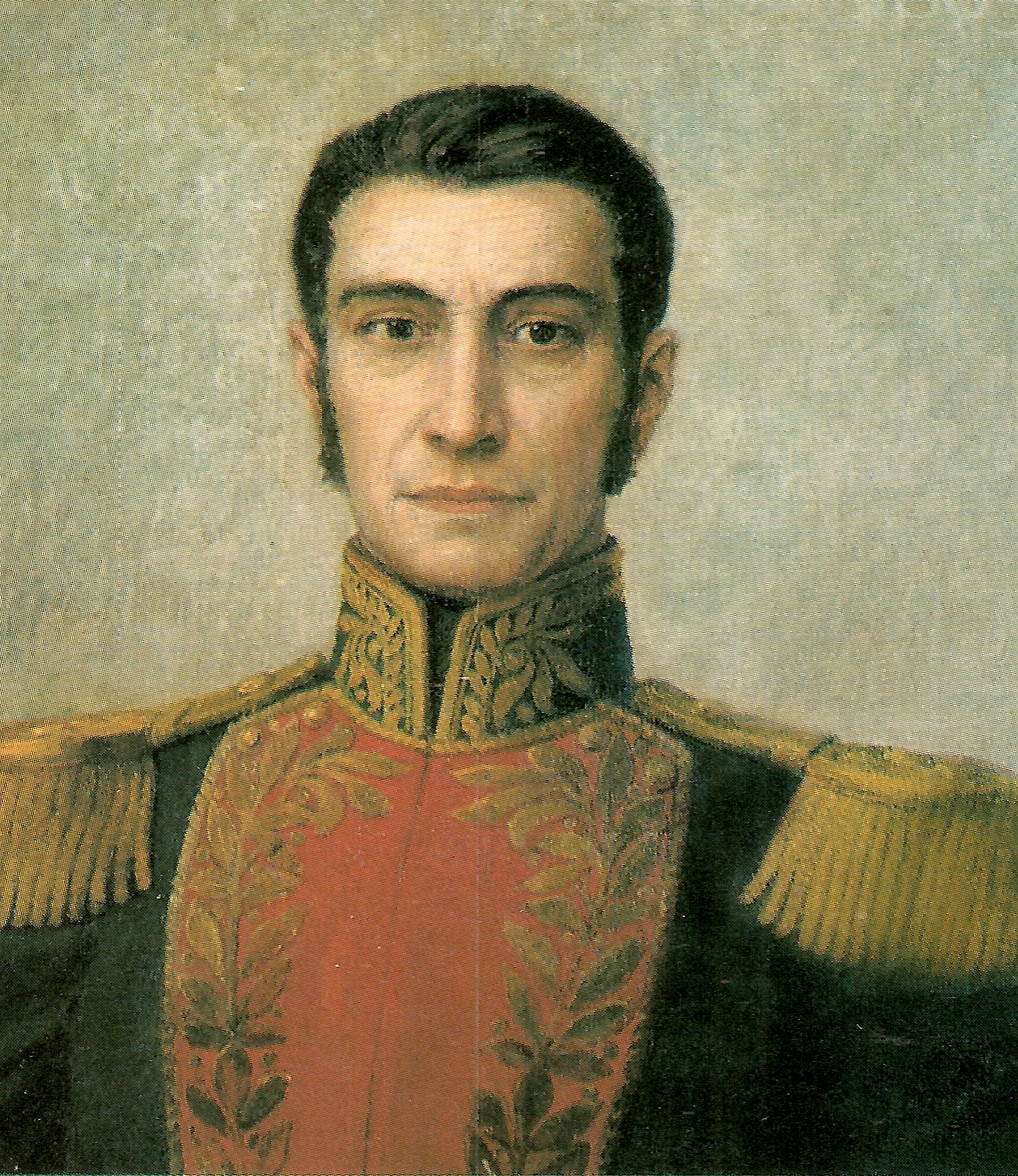
Retrato de Rafael Urdaneta (1865), óleo sobre tela de Carlos Willet. Coleção do Museu Bolivariano, em Caracas, na Venezuela.

Em 1830, a crescente animosidade entre os neo-granadinos e os venezuelanos atingiu um ponto de ebulição. Na época, o batalhão venezuelano Callao, leal ao General Simón Bolívar, estava estacionado em Bogotá. Outro batalhão, leal ao General Francisco de Paula Santander, também estacionado na mesma cidade, persuadiu o Governo a transferir Callao para a cidade de Tunja. Esta ação provocou um alvoroço na população civil venezuelana que vivia em Bogotá e desencadeou um confronto entre os dois batalhões.
O batalhão Callao derrotou o batalhão neo-granadino e o presidente Joaquín Mosquera y Arboleda e o vice-presidente Domingo Caycedo y Sanz de Santamaría fugiram da capital. Em 5 de setembro de 1830, o General Urdaneta assumiu o controle da presidência sob o título de "Chefe Provisório do Governo da República da Colômbia". Era a esperança do general Urdaneta e seus aliados persuadir Bolívar, que havia renunciado em maio daquele ano, a retornar à capital e mais uma vez assumir a presidência. Quando ficou claro que Bolívar não retornaria à capital, e em um esforço para restaurar a paz e a ordem, Urdaneta ordenou que o Congresso se reunisse em 15 de junho de 1831, na cidade de Villa de Leyva.

Popular é a frase que, em uma carta íntima, Bolívar lhe transmitiu de Barranquilla em 1830, pouco antes de sua morte:
"Não ter nos reconciliado com Santander prejudicou a todos nós".
Com Bolívar morto, Urdaneta propôs que o povo fosse convocado para decidir sobre o governo. Em 28 de abril de 1831, "O Acordo de Assembléia de Apulo" foi realizado em Apulo com o vice-presidente Domingo Caycedo, sob o qual Urdaneta renunciaria ao comando até 30 de abril de 1831.

### Gabinete
| Cargo                             | Nombre                                  | Inicio                | Final                  |
| --------------------------------- | --------------------------------------- | --------------------- | ---------------------- |
| Secretário de Relações Exteriores | Vicente Borrero                         | 24 de maio de 1831    | 10 de janeiro de 1831  |
| Secretário de Relações Exteriores | Juan García del Río                     | 15 de abril de 1831   | 4 de maio de 1831      |
| Secretário do Interior r Justiça  | Estanislao Vergara Sanz de Santamaría   | 5 de setembro de 1830 | 15 de abril de 1831    |
| Secretário do Interior r Justiça  | José María del Castillo Rada            | 4 de maio de 1831     | 6 de junho de 1831     |
| Secretário da Fazenda             | Jerónimo Gutiérrez de Mendoza y Galavís | 6 de setembro de 1830 | 1831                   |
| Secretário da Guerra e Marinha    | Gral. Joaquín París Ricaurte            | 6 de maio de 1830     | 30 de setembro de 1830 |
| Secretário da Guerra e Marinha    | Gral. José Miguel Pey                   | 1º de outubro de 1830 | 1º de junho de 1831    |
| Secretário da Guerra e Marinha    | Gral. José María Obando                 | 2 de junho de 1831    | 1831                   |

No entanto, antes que o Congresso pudesse se reunir, os generais neo-granadinos manifestaram seu descontentamento contra o general Urdaneta, e ações militares eclodiram em todo o país. Os generais José María Obando e José Hilario López assumiram o controle dos estados do sul de Nova Granada, e o General José Salvador Córdova Muñoz dos estados do norte. Em 14 de abril de 1831, os exércitos que avançavam proclamaram Caycedo como o legítimo chefe do executivo e solicitaram ao General Urdaneta que entrasse em negociações de paz. Urdaneta aceitou e se encontrou com os generais neo-granadinos na cidade de Apulo onde, em 28 de abril, ambas as partes assinaram o Tratado de Apulo, pelo qual a paz foi garantida e Urdaneta renunciaria ao poder. Ali mesmo, Urdaneta pediu um passaporte.
Urdaneta entregou o poder em 2 de maio de 1831, e pouco depois escapou milagrosamente de uma tentativa de assassinato e mudou-se para Santa Marta.

## Após a morte de Bolívar

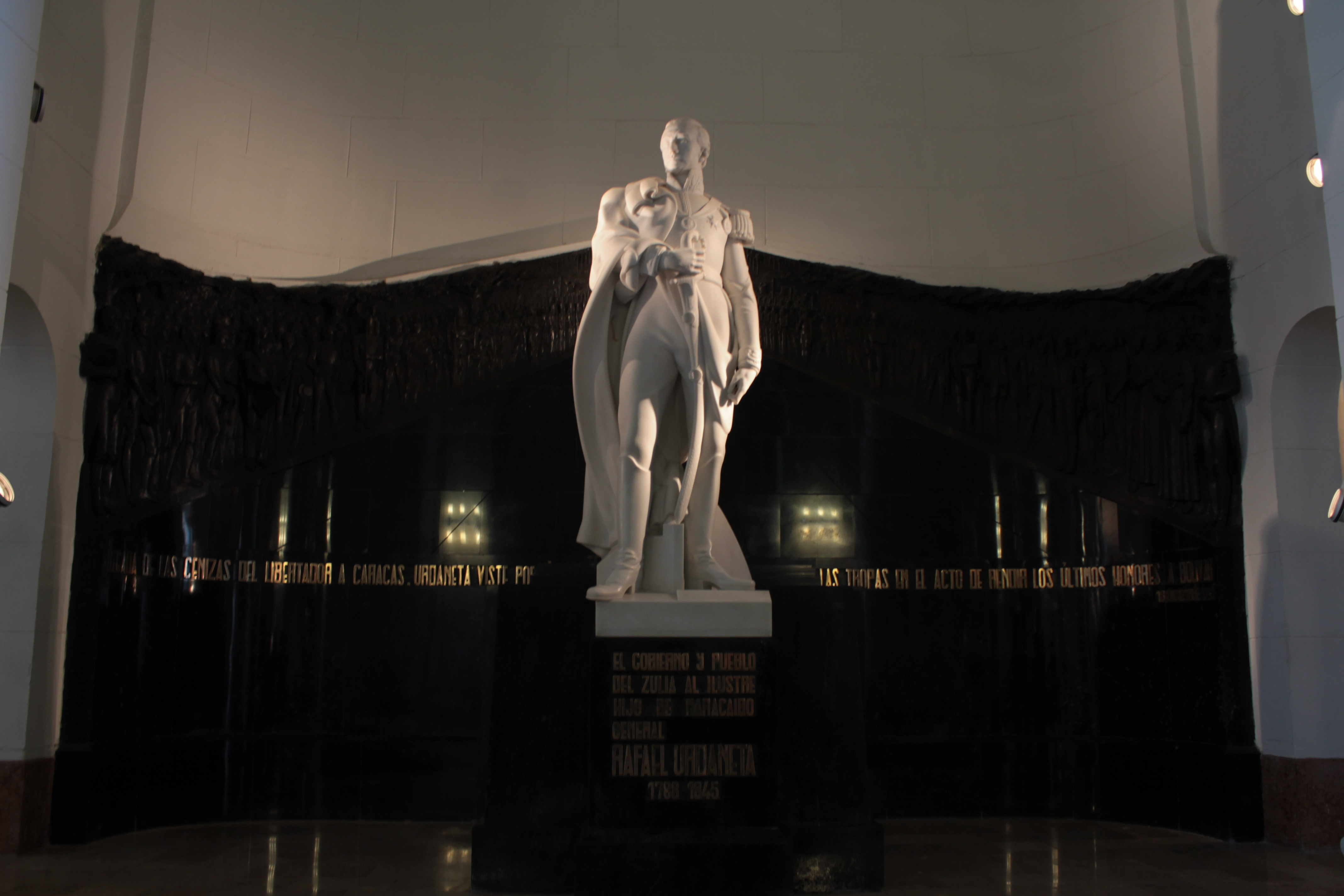
Monumento a Rafael Urdaneta no Panteão Nacional da Venezuela.

Urdaneta retirou-se para Curaçau por mais de um ano até o final de 1832, quando se dedicou à agricultura em uma de suas fazendas na província de Coro. Em abril de 1831, o General Juan Nepomuceno Moreno partiu de Pore, acompanhado por trezentos soldados de cavalaria e quatrocentos soldados de infantaria, para expulsar o General Urdaneta do país; após a Batalha de Cerinza e com esta ação e respeitando os acordos de Apulo, o retorno do General Santander, exilado na Europa, foi garantido.
Quando foi exilado da Grã-Colômbia em 1831, o General Páez fecharia as portas de Urdaneta na Venezuela por ter sido um dos mais fiéis seguidores de Simón Bolívar e, portanto, um oponente da ideologia de Páez. Em 1832, tendo perdido sua fortuna no exílio, seria autorizado a viver na província de Coro. Lá ele teve a satisfação de ser eleito representante no Congresso. Foi ministro do gabinete do presidente Carlos Soublette. Cumpriria comissão em Angostura com a morte de Tomás de Heres. Durante uma revolta em Maracaibo em 1834, o governo provincial lembrou-se de Urdaneta e restaurou militarmente a ordem constitucional em seu nome. Quando teve que lidar com tumultos novamente no ano seguinte, ele o fez no cargo de vice-comandante-em-chefe da república.
Os sucessos lhe trouxeram a popularidade necessária para ser eleito senador de Coro no Congresso Nacional venezuelano em 1837. A partir de 1838, Urdaneta foi Ministro da Guerra, mas foi demitido em 1839. Foi somente como governador da Guiana, em 1842, que ele conseguiu se firmar novamente em nível nacional. O enterro do Libertador em Caracas, obtido na qualidade de presidente da Sociedade Bolivariana que fundara no ano anterior, também foi benéfico para sua reputação. Em 1843 Urdaneta voltou ao gabinete e foi novamente responsável pelo departamento de guerra e marinha.

### Enfermidade e morte

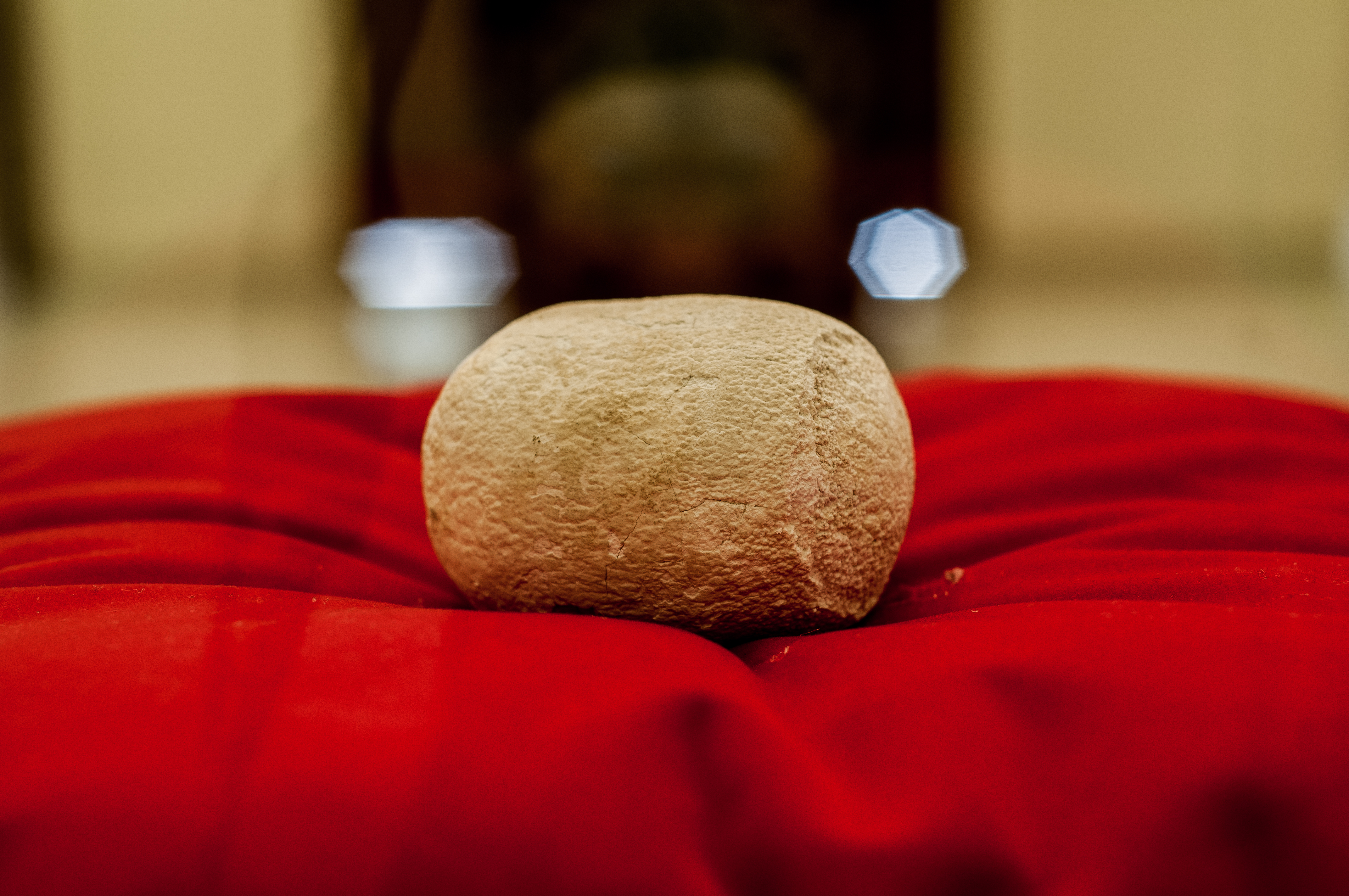
Cálculo renal de Urdaneta.

Em 1845, havia sido concluído um Tratado de Reconhecimento, Paz e Amizade com a Espanha, cuja versão, ratificada pelo Congresso venezuelano, seria selada por Urdaneta em uma cerimônia em Madri. Ele estava dotado de poderes especiais para renegociar e também tinha um mandato correspondente. Após sua chegada a Londres, os médicos diagnosticaram pedras nos rins e pediram uma cirurgia imediata, que Urdaneta adiou para terminar sua missão, mas ao chegar a Paris seu estado piorou e, após vários dias de cama, morreu em 23 de agosto de 1845, aos 56 anos; incapaz de completar sua missão.
Seus restos mortais, que foram enterrados no Mosteiro de São Francisco em Caracas em 1845, estão no Panteão Nacional em Caracas desde 1876. A ponte sobre o Lago de Maracaibo, concluída em 1962, leva seu nome.

## Homenagens

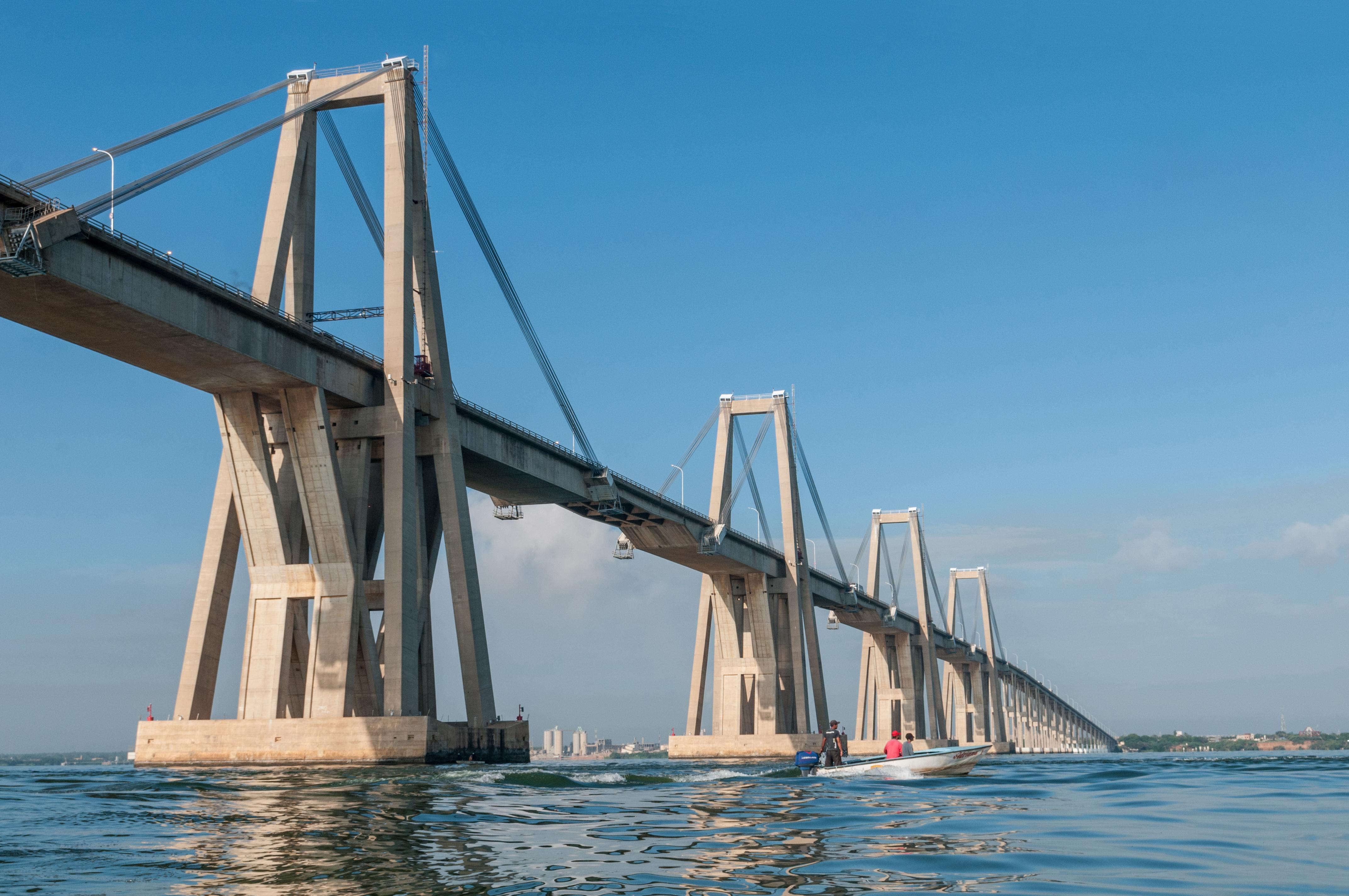
A Ponte General Rafael Urdaneta, de Cabimas, na Venezuela.

Urdaneta é considerado um patriota na Venezuela, pelo qual foi objeto de várias homenagens à sua memória, incluindo monumentos e topônimos. Para preservar seu legado, seus descendentes criaram a Fundação Rafael Urdaneta e a Associação Civil Rafael Urdaneta. Em 1973, a Fundação Rafael Urdaneta criou a instituição privada Universidad Rafael Urdaneta, que opera em Maracaibo. Entre seus destacados graduados está a modelo venezuelana Jessica Barboza.
Outra obra notável da fundação foi o Museu Rafael Urdaneta, construído na casa onde ele nasceu.

### Ponte General Rafael Urdaneta
Em Maracaibo, foi erguida a Ponte General Rafael Urdaneta, que liga a cidade ao resto do país e atravessa o Lago Maracaibo. A ponte foi projetada e construída entre 1957 e 1962 pelo engenheiro italiano Riccardo Morandi, encomendado pelo então presidente General Marcos Pérez Jiménez. A obra foi finalmente inaugurada em 24 de agosto de 1962 pelo presidente da época, Rómulo Betancourt.
Feita de concreto armado e protendido, a ponte estaiada se estende por 8.678 metros de costa a costa. Os cinco vãos principais têm cada um 235 metros de comprimento, suportados a partir de torres de 92 metros de altura e que fornecem 46 metros de espaço livre para a água abaixo.

Bandeira do município de La Cañada de Urdaneta.

No jogo eletrônico Mercenaries 2: World in Flames, que se passa na Venezuela, a ponte é renomeada pelo antagonista Ramon Solano como Ponte General Carmona, em homenagem ao seu braço direito, o General Carlos Carmona.

### Toponímio
O topônimo de La Cañada de Urdaneta, é um município do estado de Zulia, onde nasceu o soldado em 1788; época em que se chamava Nuestra Señora de la Concepción del Naranjo. Foi renomeado primeiro Distrito Bolívar, depois Distrito Urdaneta em 1882, e recebeu seu nome definitivo em 27 de junho de 1989. Além disso, em Zulia, o dia 24 de outubro - aniversário de Urdaneta - é considerado feriado.

### Monumentos
Além disso, Urdaneta possui vários monumentos em todo o país. Na praça que leva seu nome (localizada no espaço público de Caracas) há um busto do militar. Também em Caracas há uma estátua de Urdaneta no monumento conhecido como Paseo Los Próceres, ao lado de Bolívar e Miranda. Outra praça homônima de Urdaneta fica em Maracaibo e também tem um busto do militar.

Na Sala Azul, do prédio da Assembleia Nacional da República Bolivariana da Venezuela, está o retrato oficial de Urdaneta, que serviu de inspiração para a elaboração da cédula em sua homenagem. O referido papel-moeda foi colocado em circulação em 20 de outubro de 1987, após o 200º aniversário do nascimento do distinto militar.

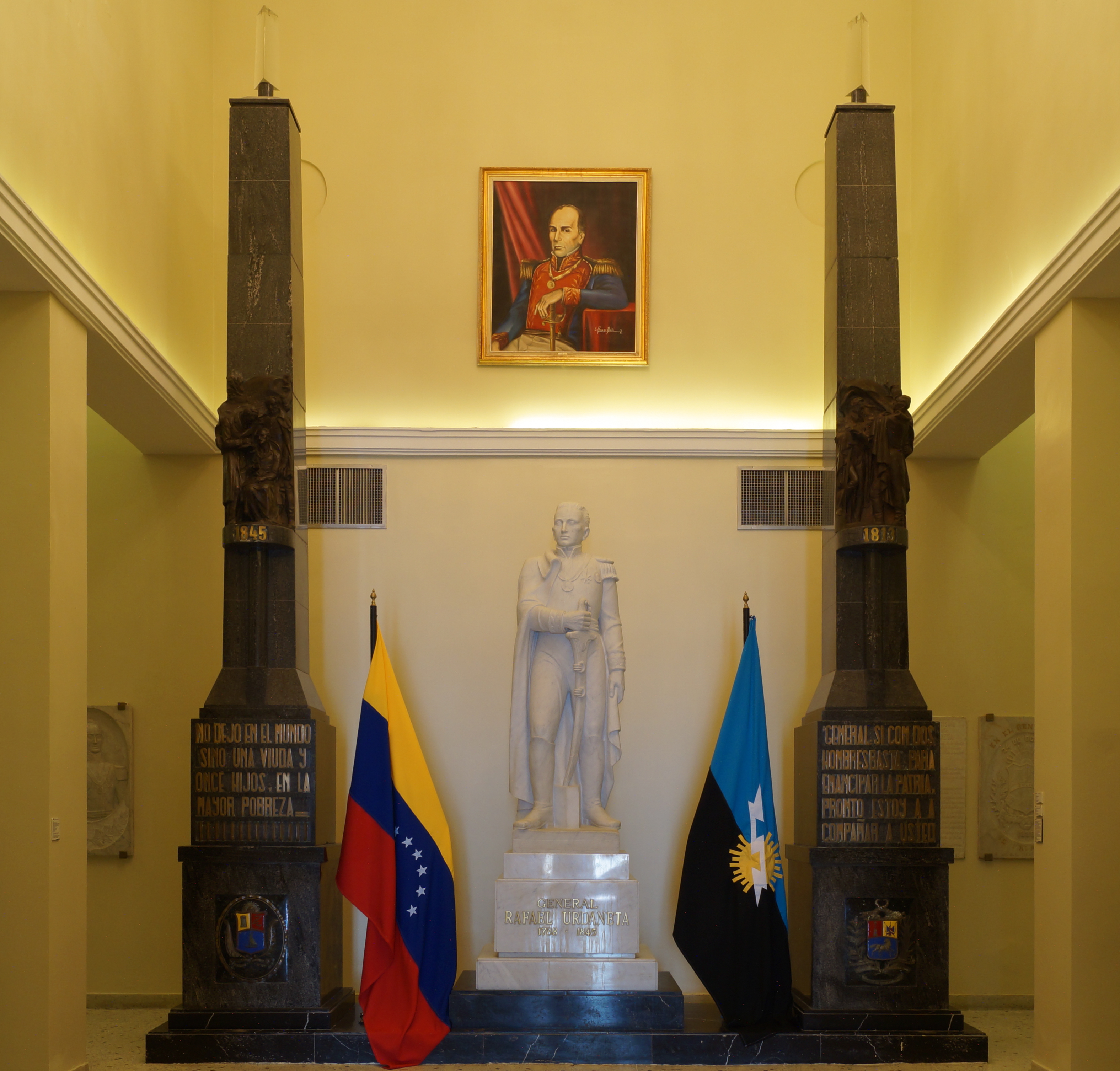
Monumento a Urdaneta em Maracaibo, Zulia.
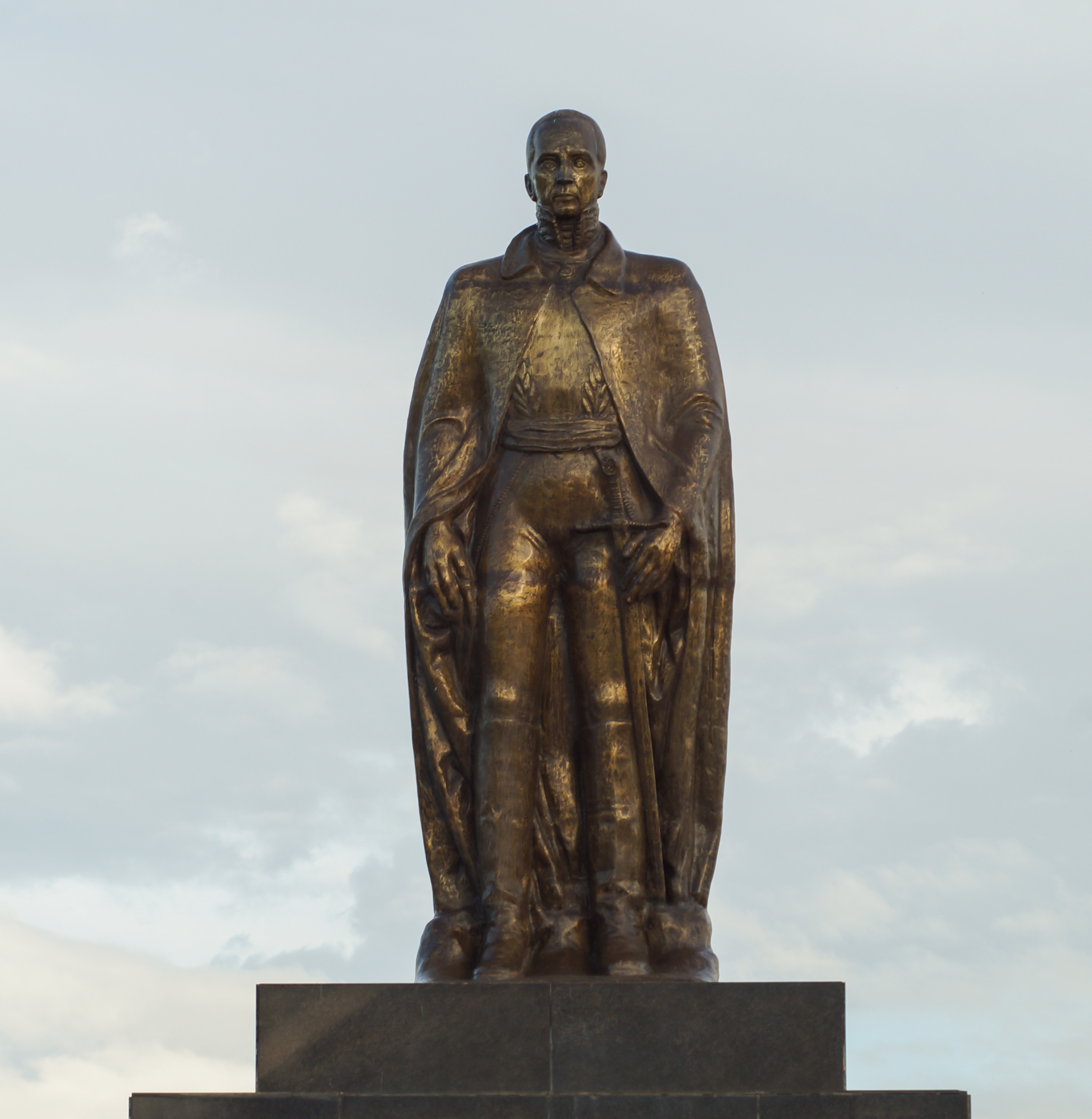
Estátua de Rafael Urdaneta em Paseo Los Próceres.
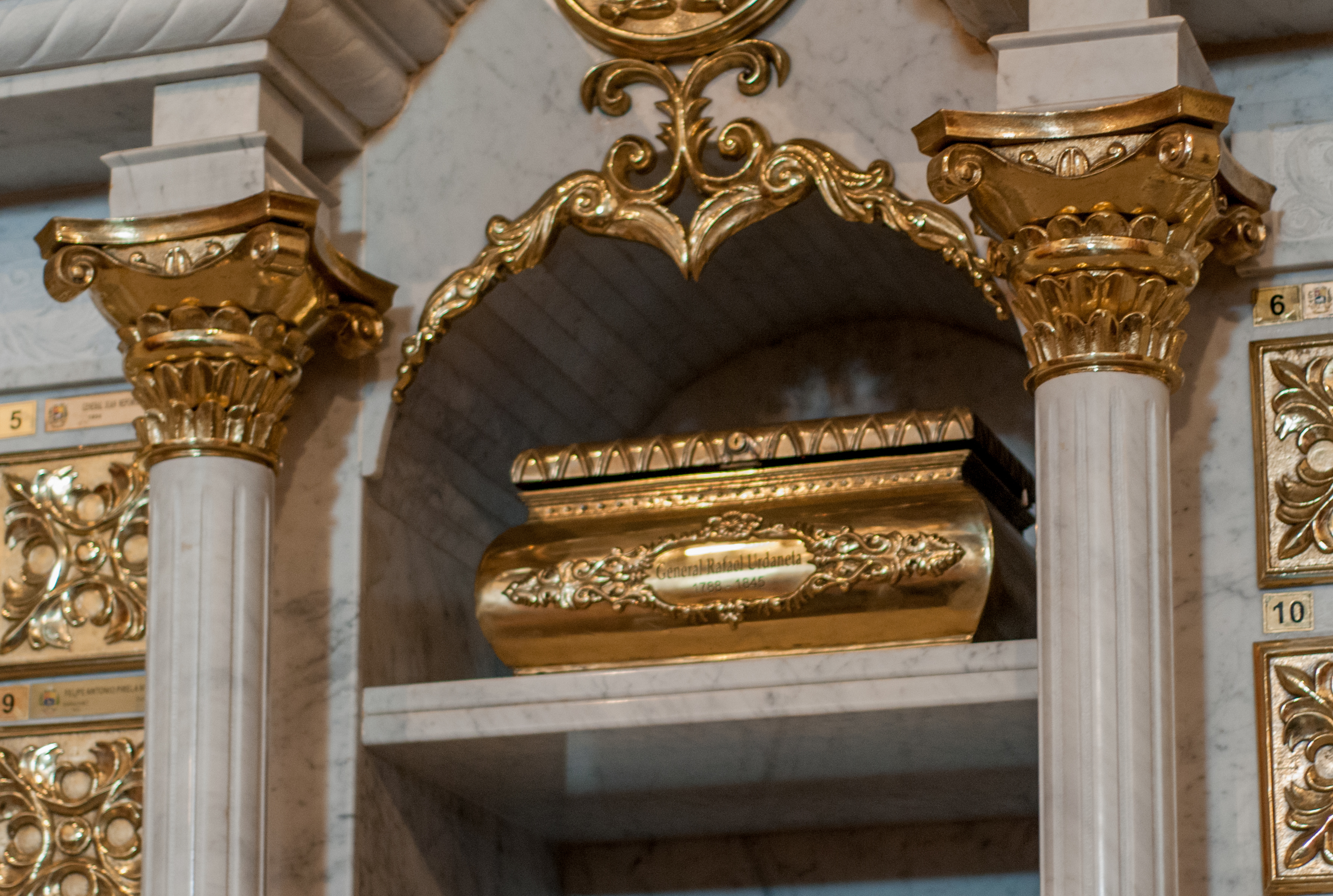
Restos mortais do General Rafael Urdaneta no Mausoléu de Maracaibo.
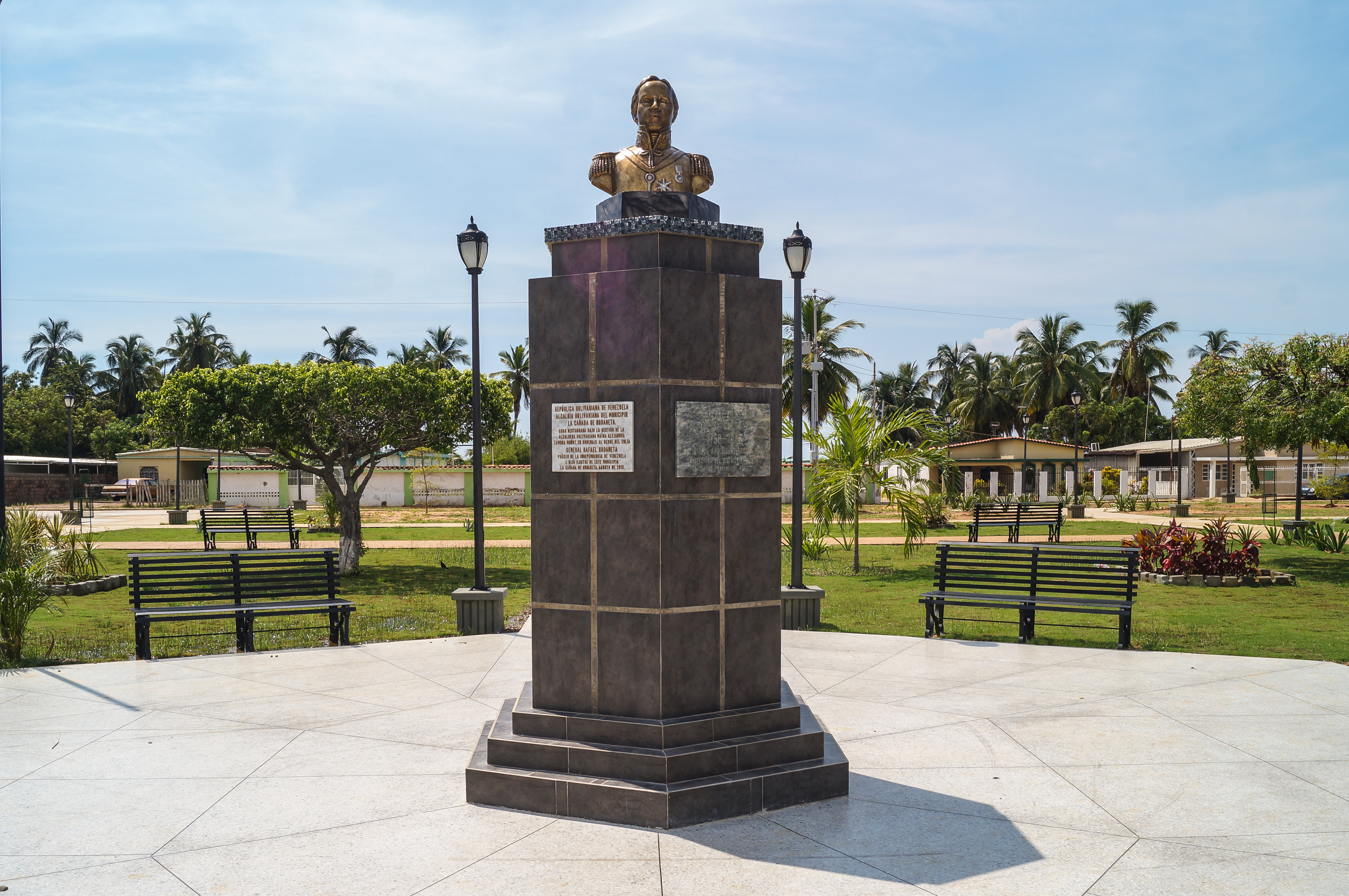
Busto de Rafael Urdaneta em Zúlia.

## Literatura
- Héctor Bencomo Barrios: Los héroes de Carabobo. Ed. de la Presidencia de la Republica, Caracas, 2004, ISBN 980-03-0338-3 (PDF).
- Vinicio Romero Martínez: Mis Mejores Amigos - 110 Biografías de Venezolanos Ilustres. Editorial Larense, Caracas, 1987. ISBN 9789802111206.